# KV26
KV26 (Kings' Valley 26) è la sigla che identifica una delle tombe della Valle dei Re in Egitto; titolare sconosciuto.
Nota sin dall'antichità, nulla si sapeva di questa tomba che risale alla XVIII dinastia; era incerto, peraltro, anche se fosse o meno stata mai occupata.
Visitata da James Burton, nel 1825, e da Victor Loret, nel 1889, per quanto si sapeva era costituita da un pozzo rettangolare, da un corridoio e da una camera.
Scavi sistematici della KV26 sono stati eseguiti solo nel 2010-2012, nell'ambito del The University of Basel King’s Valley Project (trad. Progetto Valle dei Re dell’Università di Basilea) ; la struttura architettonica rilevata da Loret, rimossi i detriti, è stata confermata (pozzo, corridoio e una camera); tra il materiale di estrazione sono stati rinvenuti i frammenti di circa 10-15 giare in terracotta databili al periodo thutmoside e, segnatamente, di Thutmosi III .
Il materiale organico (legno, tessuti, ossa) era in pessime condizioni a causa delle inondazioni che hanno invaso la tomba nel corso del millenni, e di danni causati nel corso di saccheggi cui la tomba stessa fu sottoposta.
Nella tomba, che si ritiene possa aver contenuto sepolture multiple, venne rinvenuto solo un teschio in buone condizioni e fragili frammenti ossei.

### Approfondimenti
1. ↑  Le tombe vennero classificate nel 1827, dalla numero 1 alla 22, da John Gardner Wilkinson in ordine geografico. Dalla numero 23 la numerazione segue l’ordine di scoperta.
2. ↑  Il progetto vede la collaborazione, oltre l’Università di Basilea, dell’Università Americana del Cairo –Dipartimento Egittologia- e dell’Università di Zurigo –Centro di medicina evolutiva: progetto mummie egizie-; prevede lo studio e l’analisi di varie tombe della Valle dei re: KV26, KV29, KV30,  KV31,  KV32,  KV33,  KV37,  KV40,  KV59,  KV61 e la recentissima KV64.

### Fonti
1. 1 2   Copia archiviata, su aegyptologie.unibas.ch. URL consultato il 3 febbraio 2017 (archiviato dall'url originale il 4 febbraio 2017).
2. ↑  Nicholas Reeves e Richard Wilkinson, The Complete Valley of the King's, New York, Thames & Hudson, 2000, p. 182.
3. ↑  Theban Mapping Project.